# Bulgarien i olympiska vinterspelen 1952
Bulgarien deltog med 10 deltagare vid de olympiska vinterspelen 1952 i Oslo. Ingen av landets deltagare erövrade någon medalj.